# Recherches et d’Études Automobiles Chérifiennes
Die Société de Recherches et d’Études Automobiles Chérifiennes war ein französischer Hersteller von Automobilen.

## Unternehmensgeschichte
Das Unternehmen aus Champigny-sur-Marne begann 1953 unter Leitung von Grandvalée mit der Produktion von Automobilen. Der Markenname lautete REAC. 1955 endete die Produktion. Insgesamt entstanden 15 Fahrzeuge.

## Fahrzeuge
Die Basis bildete das Fahrgestell des Panhard Dyna X. Für den Antrieb sorgte der luftgekühlte Zweizylindermotor mit 600 cm³ Hubraum und 26 PS Leistung von Panhard. Der Motor war vorne im Fahrzeug montiert und trieb die Vorderachse an. Verkauft wurden zwölf Exemplare eines Roadster und drei Fahrzeuge mit einem Hardtop. Besonderheit war, dass die Karosserie aus Fiberglas bestand. Dies war das erste französische Auto mit einer Karosserie aus diesem Material.